# 馬里亞尼夫卡 (弗拉季伊夫卡區)
47°46′12″N 30°28′53″E / 47.77000°N 30.48139°E
馬里亞尼夫卡（烏克蘭語：Мар'янівка），是烏克蘭的村落，位於該國南部尼古拉耶夫州，由弗拉季伊夫卡區負責管轄，始建於1892年，面積0.34平方公里，海拔高度96米，2001年人口103，人口密度每平方公里302.9人。